# Aphelandra golfodulcensis
Aphelandra golfodulcensis là một loài thực vật có hoa trong họ Ô rô. Loài này được McDade mô tả khoa học đầu tiên năm 1983.